# XXXIX століття до н. е.
XXXIX століття до нашої ери — часовий проміжок між 1 січня 3900 року до н. е. та 31 грудня 3801 року до н. е.

## Події
- Посуха 3900 років до н. е. — найінтенсивніше спустошення епохи Голоцену. Вона ознаменувала закінчення неолітичного субплювіалу і, ймовірно, стала початковою подією перетворення Сахари на сучасну пустелю та викликала всесвітню міграцію в долини річок, наприклад, з центральної Північної Африки в долину Нілу[1].
- Бл. 3900 до н. е. — сільське господарство в Європі поширюється на територію сучасної Данії[2].

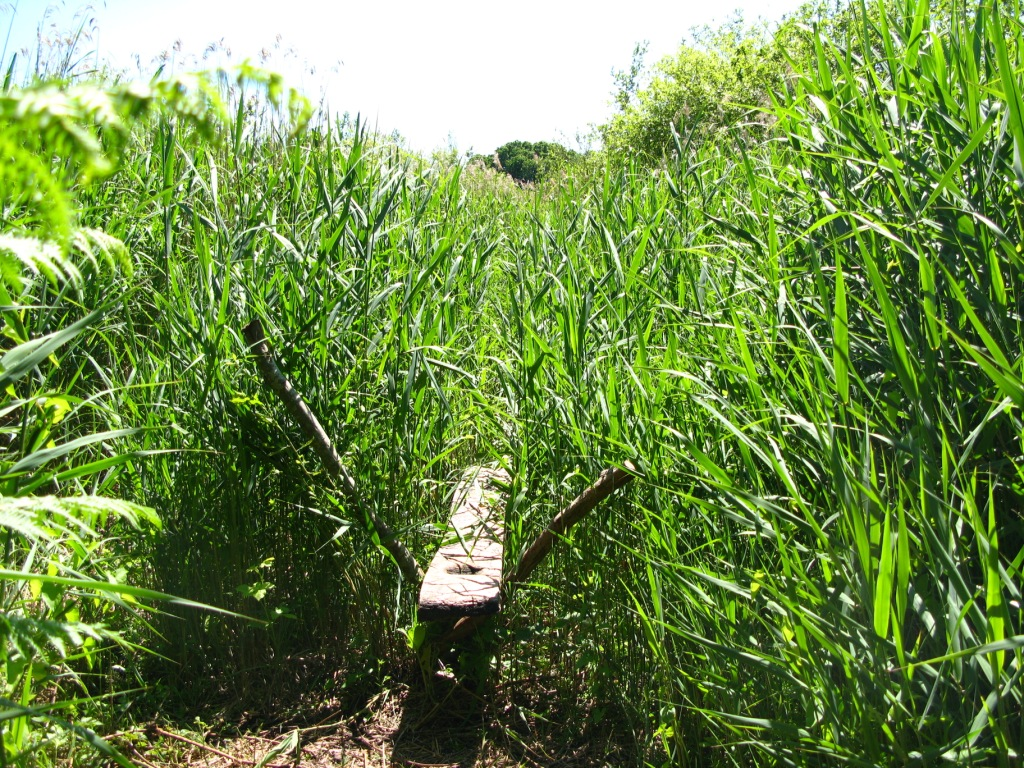
Реконструкція Світ-Треку

- Реконструкція Світ-Треку3807 р. до н. е. — 3806 р. до н. е. — спорудження Світ-Треку (Сомерсет, Англія). Це одна з найдавніших інженерних доріг та найдавніша дорога з дерев'яною мостовою в Північній Європі[3].